# كارين ميسينغ
كارين ميسينغ (بالإنجليزية: Karen Messing)‏ هي عالمة وراثة أمريكية وكندية، ولدت في 2 فبراير 1943 في سبرينغفيلد في الولايات المتحدة.